# Cerastium pospichalii
Cerastium pospichalii är en nejlikväxtart som beskrevs av Adriano Soldano och F.Conti. Cerastium pospichalii ingår i släktet arvar, och familjen nejlikväxter. Inga underarter finns listade i Catalogue of Life.